# Cryptoforis tasmanica
Cryptoforis tasmanicus is een spinnensoortuit de familie van de valdeurspinnen (Idiopidae). De wetenschappelijke naam van de soort werd voor het eerst geldig gepubliceerd in 1928 door Vernon Victor Hickman als Aganippe tasmanica.
De soort komt voor in Australië.